# نوري الإيبش
نوري أحمد الإيبش سياسي ووزير سوري من دمشق (1309-1395هـ/ 1891-1975م).

## ولادته وتحصيله
نوري أحمد الإيبش مواليد دمشق (1309-1395هـ/ 1891-1975م). و الإيبش تعود في أصولها إلى مدينة “بورصة” في تركيا ، كما ولها علاقات قرابة و مصاهرة متبادلة مع عائلة آقبيق ، وهي وكان جدّ عائلتهم “ايبش آغا” ياوَراً (مرافقاً) للسلطان إبراهيم خان الأول (1640-148م).وكلمة إيبش في التركية هي تصغير و تحبّب من كلمة “إبراهيم”.تلقى نوري أحمد الإيبش علومه في المدرسة العازارية في دمشق (اللغة الفرنسية) تابع علومه في الجامعة الأميركية في بيروت، ونال الشهادة الاستعدادية فريشمن، ليدخل فيما مدرسة التجارة، لمدة سنتين، لينال الدبلوم من كلية الزراعة من جامعة أكسفورد البريطانية .أتقن لغات عدة، منها الفرنسية والتركية والانكليزية.في عام 1910 تقريبا عاد من دراستة فترة اجازة هو اخوه حسين الإبيش وجلبا معهما رياضة جديدة كانت غريبة على المجتمع السوري.وبدأ الثنائي لعب كرة القدم حبيب صايغ وشوكة الحلبوني، إذ كانوا يلعبون الكرة في "المرج الأخضر" المعروف حاليًا بالملعب البلدي.بدأت كرة القدم تنتشر بشكل أوسع في عام 1913، وكون عدد من اللاعبين نادي الهلال بمشاركة لاعبين أتراك، وكانوا يتدربون في ساحة الشهداء في حي عرنوس وأرض الجبخانة.لعب الشباب كرة القدم بشكل محدود بسبب اندلاع الحرب العالمية الأولى عام 1914، والتي تسببت في تجنيد العديد من الشباب السوريين للجيش العثماني.وبعدها انتقل من عالم الرياضية كرة القدم الى عالم السياسة.
تزوج كريمة نائب دمشق القاضي محمد بيك آقبيق، فطمة آقبيق.

## عمله ووظائفه
- من مؤسسي نادي بردى لكرة القدم عام 1920م
- كان ضمن لاعبي أول فريق لكرة القدم في دمشق
- مديراً لمصلحة العشائرفي فترة الانتداب الفرنسي
- رئيس لغرفة زراعة دمشق.
- وزيراً للزراعة في حكومة حسني الزعيم[4][5]
- وزيراً للزراعة في حكومة محسن البرازي[6][7][8]
- وزيراً للداخلية في حكومة أديب الشيشكلي[9]

## الأوسمة
- وسام الاستحقاق لإنقاذ الغريق وطرق اسعافه

- أوسمة رياضية عدة من الجامعة الأميركية، والجامعة البريطانية.[10]

## وفاته
اعتزل نوري إبيش العمل السياسي لضروف صحية. توفي في بلدة فالوغا في لبنان سنة 1975.